# مزرعة قباد عمراني (محمد أباد كرمان)
مزرعة قباد عمراني (بالإنجليزية: Mazraeh-ye Qobad Amarari)‏ هي منطقة سكنية تقع في إيران في Mohammadabad Rural District. يقدر عدد سكانها بـ 28 نسمة .